# John Wilcox (Kameramann)
John Laurence Wilcox (* 7. Mai 1913 in Stoke-on-Trent, Staffordshire; † 31. Mai 1979 in Torbay, Devon) war ein britischer Kameramann.

## Leben und Wirken
Der Neffe des Regisseurs und Produzenten Herbert Wilcox begann seine Filmtätigkeit im Jahre 1930 als zweiter Kameraassistent des Kollegen Freddie Young. 1934 stieg er zum einfachen Kameramann auf und war in dieser Funktion zwischen 1937 und 1951 an Produktionen wie Königin Viktoria, Sixty Glorious Years, Auf Wiedersehen, Mr. Chips, Die Affäre Macomber, Der dritte Mann, Staatsgeheimnis und Die Verdammten der Inseln beteiligt.
1951 debütierte John Wilcox bei dem Krimi Der Täter fährt nach Norden als alleinverantwortlicher Chefkameramann. Seitdem fotografierte er eine Reihe von Unterhaltungsfilmen mittlerer Qualität, in den 1960er und frühen 1970er Jahren musste er sich jedoch auch mehrfach mit Arbeiten an schlichten Science-Fiction- und Horrorfilmen begnügen. Bei ambitionierteren Produktionen wie Der unbekannte Feind, Heiße Erde, Die Kanonen von Navarone, Casino Royale und Der Adler ist gelandet reduzierte sich seine Tätigkeit auf die eines Second-Unit- und Luftbildfotografen oder auf die eines Kameramanns von zusätzlichen Aufnahmen.
Wilcox hat auch für das Fernsehen und die Werbung gearbeitet, eine von ihm fotografierte TV-Dokumentation über den Maler Paul Gauguin wurde für den ‘Emmy’ nominiert. Sein Werbespot für die Automarke Chevrolet erhielt einen Preis als bestes Commercial.

## Filmografie (Auswahl)
- 1951: Der Täter fährt nach Norden (Mr. Denning Drives North)
- 1951: Der Verdammte der Inseln (Outcast of the Islands)
- 1952: Who Goes There ?
- 1953: Hölle unter Null (Hell Below Zero)
- 1954: Unter schwarzem Visier (The Black Knight)
- 1955: Himmelfahrtskommando (The Cockleshell Heroes)
- 1955: König der Safari (Safari)
- 1956: Zarak Khan (Zarak)
- 1958: Die Pranke des Tigers (Harry Black)
- 1959: Die Maus, die brüllte (The Mouse That Roared)
- 1959: Expresso Bongo (Expresso Bongo)
- 1959: Hochverrat mit Hindernissen (A Touch of Larceny)
- 1960: Mr. Topaze
- 1961: Lieben kann man nur zu zweit (Only Two Can Play)
- 1961: Walzer der Toreros (Waltz of the Toreadors)
- 1962: Holiday für dich und mich (Summer Holiday)
- 1963: Der Satan mit den langen Wimpern (Nightmare)
- 1963: Frankensteins Ungeheuer (The Evil of Frankenstein)
- 1964: Judith
- 1965: Dr. Who und die Daleks (Dr. Who and the Daleks)
- 1965: Hysteria
- 1965: Der Schädel des Marquis de Sade (The Skull)
- 1966: Dr. Who – Die Invasion der Daleks auf der Erde 2150 n. Chr. (Dr. Who – Daleks' Invasion Earth 2150 A.D.)
- 1966: Der Puppenmörder (The Psychopath)
- 1966: Die tödlichen Bienen (The Deadly Bees)
- 1967: A Twist of Sands
- 1969: Der gefährlichste Mann der Welt (The Chairman)
- 1969: Das Geheimnis der Liebe (Connecting Rooms)
- 1970: Ti Lung – der tödliche Schatten des Mr. Shatter (Shatter)
- 1971: Das vergessene Tal (The Last Valley)
- 1971: Harold und die Stripperin (Steptoe & Son)
- 1971: Au-Pair-Girls (Au Pair Girls)
- 1973: Dämonen des Grauens (Craze)
- 1973: Die 7 goldenen Vampire (The Legend of the 7 Golden Vampires)
- 1973: Der Fuchs von Belstone (The Belstone Fox)
- 1974: Der Gul (The Ghoul)
- 1976: Victor Frankenstein
- 1978: Der Hund von Baskerville (The Hound of the Baskervilles)